# Prince of Wales Football Club
Il Prince of Wales è una società calcistica gibilterriana con sede nella città di Gibilterra.
Inizialmente attiva tra il 1892 e il 1953, è stata a lungo, con 19 campionati e una coppa nazionale, la squadra più titolata di Gibilterra, venendo superata dal solo Lincoln Red Imps negli anni 2000.
Nel 2023 il club è stato rifondato dai suoi stessi veterans per prendere parte alla Veterans Shieldplay League.

## Storia
Inizialmente il calcio in Gibilterra era giocato dalle forze militari britanniche. Il Prince of Wales fondato nel 1892 invece era stato creato da un gruppo di cittadini di Gibilterra e fu la prima squadra di "non militari" che giocava in quel periodo. Nel 1893 vennero fondati altri 2 club civili, il Gibraltar e il Jubilee. Questo fece aumentare talmente tanto l'interesse nel calcio che nel 1895 venne fondata la Federazione calcistica di Gibilterra e la prima coppa nazionale, la Merchants Cup.
Nel 1907 venne fondata la Gibraltar Premier Division formata da 8 squadre e la prima che vinse un trofeo nazionale fu proprio il Prince of Wales, che da quel momento è stato campione di Gibilterra 19 volte, record eguagliato e poi superato nel 2015 dal Lincoln Red Imps.
Nel 2023 il club è stato rifondato come una "squadra di veterani", partecipando - e vincendo - la John Shephard Memorial Cup e prendendo parte alla nuova Veterans League, in cui ottengono un secondo posto dietro ai soli veterani del St. Theresa.

## Palmarès
- Campionato gibilterriano: 19

1901, 1903, 1904, 1906, 1909, 1914, 1917, 1919, 1921, 1922, 1923, 1925, 1926, 1927, 1928, 1931, 1939, 1940, 1953
- Coppa di Gibilterra: 1

1949